# Alex Sobers
Alex Xavier Sobers (* 13. November 1998 in Bridgetown) ist ein barbadischer Schwimmer.

## Karriere
Sobers nahm erstmals 2016 an den Olympischen Spielen teil. In Rio de Janeiro erreichte er über 400 m Freistil Rang 44. Fünf Jahre später war er ein zweites Mal Teilnehmer an Olympischen Spielen. Im japanischen Tokio war er einer der beiden barbadischen Fahnenträger. Im Wettbewerb über 200 m Freistil wurde er 29., über 400 m Freistil erreichte er Rang 34 von 36.